# Dinar Kuwait
Đồng tiền của Kuwait có ký hiệu Dinar, được phát hành vào năm 1961.
Từ 18 tháng 3 năm 1975 đến ngày 4 tháng 1 năm 2003, đồng Dinar được neo chặt vào một rổ tiền tệ có điều chỉnh. Từ ngày 5 tháng 1 năm 2003 đến 20 tháng 5 năm 2007, việc neo chặt được chuyển sang 1 đồng đô la Mỹ = 0,29963 Dinar với biên độ ±3,5%. Tỷ giá ngân hàng trung ương tính khoảng 1 dinar = $4,15 (USD). Từ 16 tháng 6 năm 2007, đồng Dinar Kuwait được neo chặt lại với một rổ các tiền tệ, và nay có giá trị khoảng 3,55 USD. Nó là đồng tiền có giá trị cao nhất thế giới.

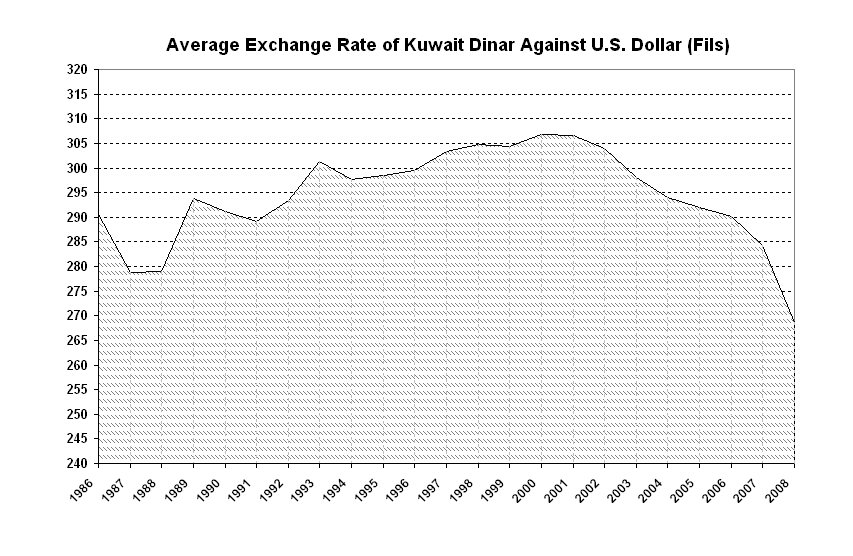
Tỷ giá trung bình của dinar Kuwait với USD (fil)